# Provinciale weg 393
De provinciale weg 393 (N393) is een provinciale weg in de provincie Friesland. De weg verbindt de N398 (en indirect de N357) bij Stiens met de N390 ten noorden van Harlingen.
De weg is over de gehele lengte uitgevoerd als tweestrooks-gebiedsontsluitingsweg met buiten de bebouwde kom een maximumsnelheid van 80 km/h. In de gemeente Leeuwarden heet de weg Middelsédyk en Stienzer Hegedyk. In de gemeente Waadhoeke heet de weg Waling Dijkstrastraat, J.P. van der Bildtstraat, Middelweg-Oost, Van Harenstraat, Statenweg, Middelweg-West, Oosteinde, Zuiderweg, Hermanawei, Meinardswei, Ferniawei, Tsjessingawei, Swaerderwei, Buorren, Kleasterwei, Lidlumerwei, Haerdawei en Hearewei. In de gemeente Harlingen heet de weg Haulewei.
N34 · N46 · N351 · N353 · N354 · N355 · N356 · N357 · N358 · N359 · N360 · N361 · N362 · N363 · N364 · N365 · N366 · N367 · N368 · N369 · N370 · N371 · N372 · N373 · N374 · N375 · N376 · N377 · N378 · N379 · N380 · N381 · N382 · N383 · N384 · N385 · N386 · N387 · N388 · N390 · N391 · N392 · N393 · N398

N851 · N852 · N853 · N854 · N855 · N856 · N857 · N858 · N860 · N861 · N862 · N863 · N865 · N910 · N913 · N917 · N918 · N919 · N924 · N927 · N928 · N962 · N963 · N964 · N966 · N967 · N969 · N972 · N973 · N974 · N975 · N976 · N977 · N978 · N979 · N980 · N981 · N982 · N983 · N984 · N985 · N986 · N987 · N988 · N989 · N990 · N991 · N992 · N993 · N994 · N995 · N996 · N997 · N998 · N999

Cursief vermelde wegen zijn voormalige provinciale wegen.